# Soy (álbum de Cynthia)
Soy es el álbum debut de estudio de la cantante mexicana Cynthia Rodríguez, del cual se desprende el primer sencillo del mismo nombre.
fue grabado en Miami a cargo de los productores Óscar López y José Luis Pagán, el cual incluye un dueto con Yahir y 12 temas de corte dance pop. 
Explicó que es un CD que trae baladas, dance, pop y ritmo latino. "Es para que la canten en el coche, en un antro o en la casa y el sencillo ‘Soy’ es una forma de entrar al público y decirles que me acepten". 

## Track List
- 01.-Soy                                  	        03:41
- 02.-Amarte A Fuego Lento                         	04:34
- 03.-Deja Que La Vida Te Despeine                  	05:20
- 04.-Eso Que Llamaste Amor                         	03:06
- 05.-México Ponte De Pie                           	04:32
- 06.-No Me Vuelvas Loca                            	03:30
- 07.-Y Ahora Vienes Tu                             	03:28
- 08.-Nunca Te Dejare                               	04:03
- 09.-Dime                                          	03:42
- 10.-La Ventana                                    	03:44
- 11.-Sin Ti                                        	03:27
- 12.-Olvidando Y Recordando (A Dueto Con Yahir)  	04:16
- 13.-Soy (Version Pop) (Bonus Track)               	03:34
- 14.-Olvidando Y Recordando (Remix) (Bonus Track)  	04:22

- Datos: Q7571964